# Q̋
Q̋ (minuscule : q̋), appelé Q double accent aigu, est une graphème utilisé dans la romanisation de l’alphabet ouïghour.
Il s’agit de la lettre Q diacritée d’un double accent aigu.

## Représentations Informatiques
- décomposé (latin de base, diacritiques) :

| formes    | représentations | chaînes de caractères | points de code | descriptions                                             |
| --------- | --------------- | --------------------- | -------------- | -------------------------------------------------------- |
| majuscule | Q̋               | Q◌̋                    | U+0051 U+030B  | lettre majuscule latine q diacritique double accent aigu |
| minuscule | q̋               | q◌̋                    | U+0071 U+030B  | lettre minuscule latine q diacritique double accent aigu |